# Le Châtelet (Cher)
Le Châtelet is een gemeente in het Franse departement Cher (regio Centre-Val de Loire). De plaats maakt deel uit van het arrondissement Saint-Amand-Montrond. Le Châtelet telde op 1 januari 2022 920 inwoners.

## Geografie
De oppervlakte van Le Châtelet bedroeg op 1 januari 2022 32,8 vierkante kilometer; de bevolkingsdichtheid was toen 28 inwoners per km².
De onderstaande kaart toont de ligging van Le Châtelet met de belangrijkste infrastructuur en aangrenzende gemeenten.

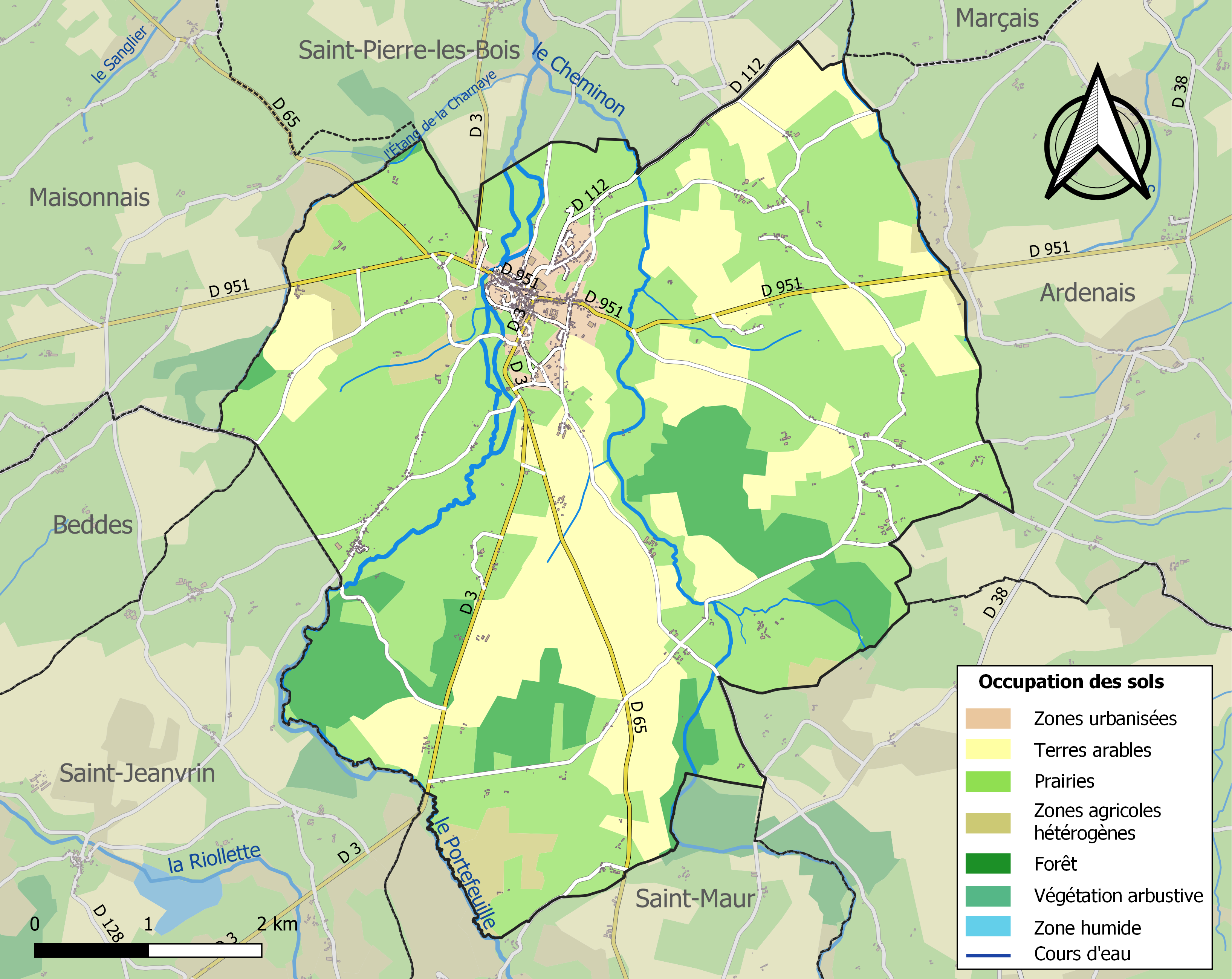

## Demografie
Onderstaande figuur toont het verloop van het inwonertal (bron: INSEE-tellingen).